# Willa Fryderyka Wilhelma Jüncke w Sopocie

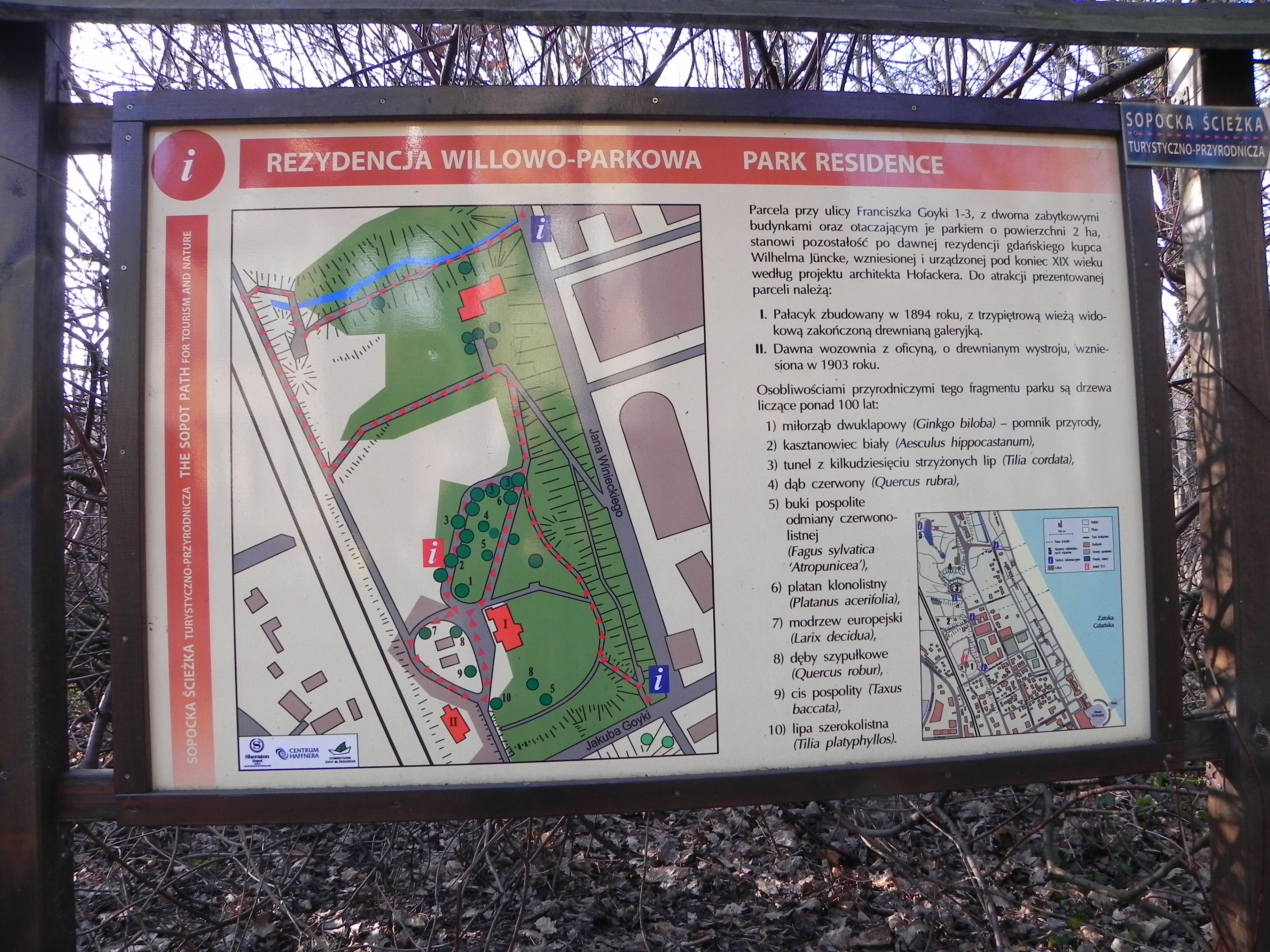
Plan rezydencji

Willa Fryderyka Wilhelma Jüncke, Juenckie – jedna z rezydencji położonych w Sopocie, mieszcząca się przy ul. Goyki 1-3. Określana jest też „domem wiejskim” (Landhaus), „zameczkiem”, „Domem z wieżą”. 

## Historia
Inwestorem był Friedrich Wilhelm Jüncke (1842–1897), kolekcjoner sztuki prowadzący handel importowanym winem oraz restaurację Ratskeller w podziemiach Dworu Artusa. Architekt Karl Hofacker zaprojektował kompleks rezydencjonalny, który zrealizowała w latach 1877–1903 firma budowlana Heinricha Prochnowa z Gdańska przy ówczesnej Rickertstraße (ob. ul. Obrońców Westerplatte), dopiero później "przypisując" ją Schefflerstraße (ob. ul. Goyki 3). Rezydencja składa się z domu mieszkalnego z 3-piętrową wieżyczką, tzw. Domku Myśliwskiego, oficyny z wozownią z 1903, 2-hektarowego parku, określanego Parkiem Grodowym, wraz z oczkiem wodnym, oranżerią i winiarnią. Jüncke zmarł w czasie prac budowlanych, a właścicielem została jego żona. W latach 1922–1936 willa była rezydencją konsula Danii w Gdańsku Haralda Kocha (1878–1936), 11-pokojowym mieszkaniem wynajmowanym mu za 500 guldenów miesięcznie. W 1942 została przekazana przez spadkobierców lokalnej komórce NSDAP (Gauschutzamt der NSDAP); w tym czasie na terenie rezydencji powstał bunkier. Po 1946 pełniła funkcję żłobka, od 1957 w zasobach mieszkaniowych miasta. W willi zachowały się fragmenty malowideł przedstawicieli tzw. "Szkoły Sopockiej". W jednym z pomieszczeń na suficie znajduje się malowidło przedstawiające morskie dno - usytuowanie pozwalało na to, by dzieło mogło podziwiać dziecko leżące na łóżku. Teraz będzie ozdabiało wnętrze restauracji. 

## Rewitalizacja
W latach 2019–2021 władze miejskie rewitalizowały willę lokując w niej samorządową instytucję kultury o nazwie Art Inkubator i nadając jej osobowość prawną. Od sierpnia 2021 trwają prace mające na celu przygotowanie pracowni dla muzyków, malarzy, fotografików i grafików, małego studia nagrań, sali konferencyjnej, a także restauracji. 
W budynku Goyki 1 od stycznia 2022 roku znajduje się filia Miejskiej Biblioteki Publicznej im. Józefa Wybickiego w Sopocie dla dzieci – Miniteka. Otaczający willę park będzie miejscem na plenerowe ekspozycje rzeźby i instalacji artystycznych. Obiekt będzie również dostępny dla turystów, którzy będą mogli zapoznać się z jego historią, zwiedzić wnętrza i wjechać na wieżę.